# Vòng loại Giải vô địch bóng đá thế giới 2018 – Khu vực châu Âu (Bảng H)
Dưới đây là kết quả các trận đấu trong khuôn khổ bảng H – vòng loại giải vô địch bóng đá thế giới 2018 khu vực châu Âu.
Bảng H bao gồm 6 đội: Bỉ, Bosna và Hercegovina, Hy Lạp, Estonia, Síp, Gibraltar, thi đấu trong hai năm 2016 và 2017, theo thể thức lượt đi-lượt về, vòng tròn tính điểm, lấy đội đầu bảng tham gia vòng chung kết.

## Bảng xếp hạng
| Tiêu chí xếp hạng vòng loại Giải vô địch bóng đá thế giới 2018 |
| --- |
| Với thể thức sân nhà và sân khách, việc xếp hạng các đội trong mỗi bảng được dựa trên các tiêu chí sau đây (quy định các Điều 20.6 và 20.7): 1. Điểm số (3 điểm cho 1 trận thắng, 1 điểm cho 1 trận hòa, 0 điểm cho 1 trận thua) 2. Hiệu số bàn thắng thua 3. Số bàn thắng 4. Điểm số trong trận đấu giữa các đội 5. Hiệu số bàn thắng thua trong trận đấu giữa các đội 6. Số bàn thắng ghi được trong trận đấu giữa các đội 7. Số bàn thắng sân khách ghi được trong các trận đấu giữa các đội 8. Trận play-off trên sân trung lập (nếu được chấp thuận bởi FIFA), với hiệp phụ và đá sút luân lưu nếu cần |

| VT | Đội                  | ST | T | H | B  | BT | BB | HS  | Đ  | Giành quyền tham dự                        |     |     |     |     |     |     |     |
| -- | -------------------- | -- | - | - | -- | -- | -- | --- | -- | ------------------------------------------ | --- | --- | --- | --- | --- | --- | --- |
| 1  | Bỉ                   | 10 | 9 | 1 | 0  | 43 | 6  | +37 | 28 | Vượt qua vòng loại vào FIFA World Cup 2018 |     | —   | 1–1 | 4–0 | 8–1 | 4–0 | 9–0 |
| 2  | Hy Lạp               | 10 | 5 | 4 | 1  | 17 | 6  | +11 | 19 | Giành quyền vào vòng 2                     |     | 1–2 | —   | 1–1 | 0–0 | 2–0 | 4–0 |
| 3  | Bosna và Hercegovina | 10 | 5 | 2 | 3  | 24 | 13 | +11 | 17 |                                            |     | 3–4 | 0–0 | —   | 5–0 | 2–0 | 5–0 |
| 4  | Estonia              | 10 | 3 | 2 | 5  | 13 | 19 | −6  | 11 |                                            | 0–2 | 0–2 | 1–2 | —   | 1–0 | 4–0 |     |
| 5  | Síp                  | 10 | 3 | 1 | 6  | 9  | 18 | −9  | 10 |                                            | 0–3 | 1–2 | 3–2 | 0–0 | —   | 3–1 |     |
| 6  | Gibraltar            | 10 | 0 | 0 | 10 | 3  | 47 | −44 | 0  |                                            | 0–6 | 1–4 | 0–4 | 0–6 | 1–2 | —   |     |

## Các trận đấu
Lịch thi đấu của bảng H đã được quyết định sau cuộc họp tại Sankt-Peterburg, Nga vào ngày 26 tháng 7 năm 2015. Giờ địa phương là CET/CEST, như được liệt kê bởi UEFA (giờ địa phương trong ngoặc đơn).
| Bosna và Hercegovina                                                 | 5–0                             | Estonia |
| -------------------------------------------------------------------- | ------------------------------- | ------- |
| Spahić 7', 90+2' · Džeko 23' (ph.đ.) · Medunjanin 71' · Ibišević 83' | Chi tiết (FIFA) Chi tiết (UEFA) |         |

| Síp | 0–3                             | Bỉ                             |
| --- | ------------------------------- | ------------------------------ |
|     | Chi tiết (FIFA) Chi tiết (UEFA) | Lukaku 13', 61' · Carrasco 81' |

| Gibraltar  | 1–4                             | Hy Lạp                                                               |
| ---------- | ------------------------------- | -------------------------------------------------------------------- |
| Walker 26' | Chi tiết (FIFA) Chi tiết (UEFA) | Mitroglou 10' · Wiseman 44' (l.n.) · Fortounis 45' · Torosidis 45+2' |

| Bỉ                                                                   | 4–0                             | Bosna và Hercegovina |
| -------------------------------------------------------------------- | ------------------------------- | -------------------- |
| Spahić 26' (l.n.) · E. Hazard 29' · Alderweireld 60' · R. Lukaku 79' | Chi tiết (FIFA) Chi tiết (UEFA) |                      |

| Estonia                                      | 4–0                           | Gibraltar |
| -------------------------------------------- | ----------------------------- | --------- |
| Käit 47', 70' · Vassiljev 52' · Mošnikov 88' | Chi tiết (FIFA) Report (UEFA) |           |

| Hy Lạp                       | 2–0                             | Síp |
| ---------------------------- | ------------------------------- | --- |
| Mitroglou 12' · Mantalos 42' | Chi tiết (FIFA) Chi tiết (UEFA) |     |

| Bosna và Hercegovina | 2–0                             | Síp |
| -------------------- | ------------------------------- | --- |
| Džeko 70', 81'       | Chi tiết (FIFA) Chi tiết (UEFA) |     |

| Estonia | 0–2                             | Hy Lạp                        |
| ------- | ------------------------------- | ----------------------------- |
|         | Chi tiết (FIFA) Chi tiết (UEFA) | Torosidis 2' · Stafylidis 61' |

| Gibraltar | 0–6                             | Bỉ                                                              |
| --------- | ------------------------------- | --------------------------------------------------------------- |
|           | Chi tiết (FIFA) Chi tiết (UEFA) | Benteke 1', 43', 56' · Witsel 19' · Mertens 51' · E. Hazard 79' |

| Síp                                    | 3–1                             | Gibraltar       |
| -------------------------------------- | ------------------------------- | --------------- |
| Laifis 29' · Sotiriou 65' · Sielis 87' | Chi tiết (FIFA) Chi tiết (UEFA) | L. Casciaro 51' |

| Bỉ | 8–1                             | Estonia   |
| --- | ------------------------------- | --------- |
| Meunier 8' · Mertens 16', 68' · E. Hazard 25' · Carrasco 62' · Klavan 65' (l.n.) · R. Lukaku 83', 88' | Chi tiết (FIFA) Chi tiết (UEFA) | Anier 30' |

| Hy Lạp          | 1–1                             | Bosna và Hercegovina |
| --------------- | ------------------------------- | -------------------- |
| Tzavellas 90+5' | Chi tiết (FIFA) Chi tiết (UEFA) | Pjanić 32'           |

| Bosna và Hercegovina                                          | 5–0                             | Gibraltar |
| ------------------------------------------------------------- | ------------------------------- | --------- |
| Ibišević 4', 43' · Vršajević 52' · Višća 56' · Bičakčić 90+4' | Chi tiết (FIFA) Chi tiết (UEFA) |           |

| Síp | 0–0                             | Estonia |
| --- | ------------------------------- | ------- |
|     | Chi tiết (FIFA) Chi tiết (UEFA) |         |

| Bỉ            | 1–1                             | Hy Lạp        |
| ------------- | ------------------------------- | ------------- |
| R. Lukaku 89' | Chi tiết (FIFA) Chi tiết (UEFA) | Mitroglou 46' |

| Bosna và Hercegovina | 0–0                             | Hy Lạp |
| -------------------- | ------------------------------- | ------ |
|                      | Chi tiết (FIFA) Chi tiết (UEFA) |        |

| Estonia | 0–2                             | Bỉ                       |
| ------- | ------------------------------- | ------------------------ |
|         | Chi tiết (FIFA) Chi tiết (UEFA) | Mertens 31' · Chadli 86' |

| Gibraltar     | 1–2                             | Síp                                    |
| ------------- | ------------------------------- | -------------------------------------- |
| Hernandez 30' | Chi tiết (FIFA) Chi tiết (UEFA) | R. Chipolina 10' (l.n.) · Sotiriou 87' |

| Bỉ                                                                                                 | 9–0                             | Gibraltar |
| -------------------------------------------------------------------------------------------------- | ------------------------------- | --------- |
| Mertens 16' · Meunier 18', 61', 67' · R. Lukaku 21', 38', 82' (ph.đ.) · Witsel 27' · E. Hazard 45' | Chi tiết (FIFA) Chi tiết (UEFA) |           |

| Síp                                      | 3–2                             | Bosna và Hercegovina   |
| ---------------------------------------- | ------------------------------- | ---------------------- |
| Christofi 65' · Laban 67' · Sotiriou 76' | Chi tiết (FIFA) Chi tiết (UEFA) | Šunjić 33' · Višća 44' |

| Hy Lạp | 0–0                             | Estonia |
| ------ | ------------------------------- | ------- |
|        | Chi tiết (FIFA) Chi tiết (UEFA) |         |

| Estonia    | 1–0                             | Síp |
| ---------- | ------------------------------- | --- |
| Käit 90+2' | Chi tiết (FIFA) Chi tiết (UEFA) |     |

| Hy Lạp     | 1–2                             | Bỉ                            |
| ---------- | ------------------------------- | ----------------------------- |
| - Zeca 73' | Chi tiết (FIFA) Chi tiết (UEFA) | - Vertonghen 70' - Lukaku 74' |

| Gibraltar | 0–4                             | Bosna và Hercegovina                     |
| --------- | ------------------------------- | ---------------------------------------- |
|           | Chi tiết (FIFA) Chi tiết (UEFA) | - Džeko 35', 85' - Kodro 65' - Lulić 83' |

| Gibraltar | 0–6                             | Estonia                                                 |
| --------- | ------------------------------- | ------------------------------------------------------- |
|           | Chi tiết (FIFA) Chi tiết (UEFA) | - Luts 10' - Käit 30' - Zenjov 38' - Tamm 52', 66', 77' |

| Bosna và Hercegovina                     | 3–4                             | Bỉ                                                           |
| ---------------------------------------- | ------------------------------- | ------------------------------------------------------------ |
| - Medunjanin 30' - Višća 39' - Đumić 82' | Chi tiết (FIFA) Chi tiết (UEFA) | - Meunier 4' - Batshuayi 59' - Vertonghen 68' - Carrasco 84' |

| Síp          | 1–2                             | Hy Lạp                        |
| ------------ | ------------------------------- | ----------------------------- |
| Sotiriou 17' | Chi tiết (FIFA) Chi tiết (UEFA) | - Mitroglou 25' - Tziolis 26' |

| Bỉ                                                           | 4–0                             | Síp |
| ------------------------------------------------------------ | ------------------------------- | --- |
| - E. Hazard 12', 63' (ph.đ.) - T. Hazard 52' - R. Lukaku 78' | Chi tiết (FIFA) Chi tiết (UEFA) |     |

| Estonia     | 1–2                             | Bosna và Hercegovina |
| ----------- | ------------------------------- | -------------------- |
| Antonov 75' | Chi tiết (FIFA) Chi tiết (UEFA) | Hajrović 48', 84'    |

| Hy Lạp                                                | 4–0                             | Gibraltar |
| ----------------------------------------------------- | ------------------------------- | --------- |
| - Torosidis 32' - Mitroglou 61', 63' - Gianniotas 78' | Chi tiết (FIFA) Chi tiết (UEFA) |           |

## Danh sách cầu thủ ghi bàn
11 bàn
- Romelu Lukaku

6 bàn
- Eden Hazard
- Konstantinos Mitroglou

5 bàn
- Dries Mertens
- Thomas Meunier
- Edin Džeko

4 bàn
- Pieros Sotiriou
- Mattias Käit

3 bàn
- Christian Benteke
- Yannick Carrasco
- Vedad Ibišević
- Edin Višća
- Joonas Tamm
- Vasilis Torosidis

2 bàn
- Jan Vertonghen
- Axel Witsel
- Izet Hajrović
- Haris Medunjanin
- Emir Spahić

1 bàn
- Toby Alderweireld
- Michi Batshuayi
- Nacer Chadli
- Thorgan Hazard
- Ermin Bičakčić
- Dario Đumić
- Kenan Kodro
- Senad Lulić
- Miralem Pjanić
- Toni Šunjić
- Avdija Vršajević
- Demetris Christofi
- Vincent Laban
- Constantinos Laifis
- Valentinos Sielis
- Henri Anier
- Ilja Antonov
- Siim Luts
- Sergei Mošnikov
- Konstantin Vassiljev
- Sergei Zenjov
- Lee Casciaro
- Anthony Hernandez
- Liam Walker
- Kostas Fortounis
- Ioannis Giannotas
- Petros Mantalos
- Kostas Stafylidis
- Georgios Tzavellas
- Alexandros Tziolis
- Zeca

Phản lưới nhà
- Emir Spahić (trong trận gặp Bỉ)
- Ragnar Klavan (trong trận gặp Bỉ)
- Roy Chipolina (trong trận gặp Síp)
- Scott Wiseman (trong trận gặp Hy Lạp)

## Thẻ phạt
| Cầu thủ                   | Đội tuyển            | Thẻ phạt                                                                                    | Treo giò                                     |
| ------------------------- | -------------------- | ------------------------------------------------------------------------------------------- | -------------------------------------------- |
| Marouane Fellaini         | Bỉ                   | v Síp (6 tháng 9 năm 2016) · v Bosna và Hercegovina (7 tháng 10 năm 2016)                   | v Gibraltar (10 tháng 10 năm 2016)           |
| Edin Džeko                | Bosna và Hercegovina | v Hy Lạp (13 tháng 11 năm 2016)                                                             | v Gibraltar (25 tháng 3 năm 2017)            |
| Mato Jajalo               | Bosna và Hercegovina | v Bỉ (7 tháng 10 năm 2016) · v Hy Lạp (13 tháng 11 năm 2016)                                | v Gibraltar (25 tháng 3 năm 2017)            |
| Senad Lulić               | Bosna và Hercegovina | v Bỉ (7 tháng 10 năm 2016) · v Hy Lạp (13 tháng 11 năm 2016)                                | v Gibraltar (25 tháng 3 năm 2017)            |
| Ognjen Vranješ            | Bosna và Hercegovina | v Estonia (6 tháng 9 năm 2016) · v Hy Lạp (13 tháng 11 năm 2016)                            | v Gibraltar (25 tháng 3 năm 2017)            |
| Jason Demetriou           | Síp                  | v Hy Lạp (7 tháng 10 năm 2016) · v Gibraltar (13 tháng 11 năm 2016)                         | v Estonia (25 tháng 3 năm 2017)              |
| Pieros Sotiriou           | Síp                  | v Bosna và Hercegovina (10 tháng 10 năm 2016) · v Gibraltar (13 tháng 11 năm 2016)          | v Estonia (25 tháng 3 năm 2017)              |
| Jayce Olivero             | Gibraltar            | v Síp (13 tháng 11 năm 2016)                                                                | v Bosna và Hercegovina (25 tháng 3 năm 2017) |
| Kyriakos Papadopoulos     | Hy Lạp               | v Bosna và Hercegovina (13 tháng 11 năm 2016)                                               | v Bỉ (25 tháng 3 năm 2017)                   |
| Sead Kolašinac            | Bosna và Hercegovina | v Bỉ (7 tháng 10 năm 2016) · v Gibraltar (25 tháng 3 năm 2017)                              | v Hy Lạp (9 tháng 6 năm 2017)                |
| Vincent Laban             | Síp                  | v Bỉ (6 tháng 9 năm 2016) · v Estonia (25 tháng 3 năm 2017)                                 | v Gibraltar (9 tháng 6 năm 2017)             |
| Andreas Samaris           | Hy Lạp               | v Bosna và Hercegovina (13 tháng 11 năm 2016) · v Bỉ (25 tháng 3 năm 2017)                  | v Bosna và Hercegovina (9 tháng 6 năm 2017)  |
| Panagiotis Tachtsidis     | Hy Lạp               | v Bỉ (25 tháng 3 năm 2017)                                                                  | v Bosna và Hercegovina (9 tháng 6 năm 2017)  |
| Georgios Tzavellas        | Hy Lạp               | v Bỉ (25 tháng 3 năm 2017)                                                                  | v Bosna và Hercegovina (9 tháng 6 năm 2017)  |
| Konstantinos Laifis       | Síp                  | v Bỉ (6 tháng 9 năm 2016) · v Gibraltar (9 tháng 6 năm 2017)                                | v Bosna và Hercegovina (31 tháng 8 năm 2017) |
| Artjom Dmitrijev          | Estonia              | v Bỉ (9 tháng 6 năm 2017)                                                                   | v Hy Lạp (31 tháng 8 năm 2017)               |
| Karol Mets                | Estonia              | v Bosna và Hercegovina (6 tháng 9 năm 2016) · v Bỉ (9 tháng 6 năm 2017)                     | v Hy Lạp (31 tháng 8 năm 2017)               |
| Sokratis Papastathopoulos | Hy Lạp               | v Bosna và Hercegovina (13 tháng 11 năm 2016) · v Bosna và Hercegovina (9 tháng 6 năm 2017) | v Estonia (31 tháng 8 năm 2017)              |
| Axel Witsel               | Bỉ                   | v Gibraltar (31 tháng 8 năm 2017)                                                           | v Greece (3 tháng 9 năm 2017)                |
| Miralem Pjanić            | Bosna và Hercegovina | v Hy Lạp (13 tháng 11 năm 2016) · v Síp (31 tháng 8 năm 2017)                               | v Gibraltar (3 tháng 9 năm 2017)             |
| Ragnar Klavan             | Estonia              | v Bosna và Hercegovina (6 tháng 9 năm 2016) · v Hy Lạp (31 tháng 8 năm 2017)                | v Síp (3 tháng 9 năm 2017)                   |
| Erin Barnett              | Gibraltar            | v Bỉ (31 tháng 8 năm 2017)                                                                  | v Bosna và Hercegovina (3 tháng 9 năm 2017)  |
| Ervin Zukanović           | Bosna và Hercegovina | v Hy Lạp (9 tháng 6 năm 2017) · v Gibraltar (3 tháng 9 năm 2017)                            | v Bỉ (7 tháng 10 năm 2017)                   |
| Yannick Ferreira Carrasco | Bỉ                   | v Hy Lạp (3 tháng 9 năm 2017) · v Bosna và Hercegovina (7 tháng 10 năm 2017)                | v Síp (10 tháng 10 năm 2017)                 |
| Anastasios Donis          | Hy Lạp               | v Bosna và Hercegovina (9 tháng 6 năm 2017) · v Síp (7 tháng 10 năm 2017)                   | v Gibraltar (10 tháng 10 năm 2017)           |
| Kostas Manolas            | Hy Lạp               | v Bosna và Hercegovina (9 tháng 6 năm 2017) · v Síp (7 tháng 10 năm 2017)                   | v Gibraltar (10 tháng 10 năm 2017)           |
| Andreas Samaris           | Hy Lạp               | v Bỉ (3 tháng 9 năm 2017) · v Síp (7 tháng 10 năm 2017)                                     | v Gibraltar (10 tháng 10 năm 2017)           |